# Adrian Pertl
Adrian Pertl (ur. 22 kwietnia 1996) – austriacki narciarz alpejski, wicemistrz świata i złoty medalista mistrzostw świata juniorów.

## Kariera
Po raz pierwszy na arenie międzynarodowej pojawił się 10 grudnia 2011 roku w Monte Croce, gdzie w zawodach juniorskich zajął 18. miejsce w slalomie. W 2017 roku wystartował na mistrzostwach świata juniorów w Åre, gdzie zwyciężył w slalomie, w gigancie był siódmy, a superkombinacji nie ukończył.
W zawodach Pucharu Świata zadebiutował 23 stycznia 2018 roku w Schladming, gdzie nie zakwalifikował się do pierwszego przejazdu w slalomie. Pierwsze punkty zdobył 26 stycznia 2020 roku w Kitzbühel, gdzie w tej samej konkurencji był ósmy. Na podium zawodów pucharowych po raz pierwszy stanął 8 lutego 2020 roku w Chamonix, gdzie rywalizację w slalomie ukończył na trzeciej pozycji. Wyprzedzili go tam jedynie Francuz Clément Noël i Timon Haugan z Norwegii.

## Osiągnięcia

### Mistrzostwa świata
| Miejsce | Dzień     | Rok  | Miejscowość       | Konkurencja       | Czas biegu | Strata | Zwycięzca              |
| ------- | --------- | ---- | ----------------- | ----------------- | ---------- | ------ | ---------------------- |
| DNF     | 16 lutego | 2021 | Cortina d’Ampezzo | Gigant równoległy | -          | -      | Mathieu Faivre         |
| 5.      | 17 lutego | 2021 | Cortina d’Ampezzo | Zawody drużynowe  | -          | -      | Norwegia               |
| 2.      | 21 lutego | 2021 | Cortina d’Ampezzo | Slalom            | 1:46,48    | +0,21  | Sebastian Foss Solevåg |

### Mistrzostwa świata juniorów
| Miejsce | Dzień    | Rok  | Miejscowość | Konkurencja     | Czas biegu | Strata | Zwycięzca     |
| ------- | -------- | ---- | ----------- | --------------- | ---------- | ------ | ------------- |
| DNF1    | 11 marca | 2017 | Åre         | Superkombinacja | 2:05,14    | -      | Loïc Meillard |
| 7.      | 13 marca | 2017 | Åre         | Gigant          | 2:25,23    | +1,76  | Loïc Meillard |
| 1.      | 14 marca | 2017 | Åre         | Slalom          | 1:37,64    | -      | -             |

### Puchar Świata

#### Miejsca w klasyfikacji generalnej
- sezon 2017/2018: -
- sezon 2019/2020: 76.
- sezon 2020/2021: 30.
- sezon 2021/2022: 104.

#### Miejsca na podium w zawodach
1. Chamonix – 8 lutego 2020 (slalom) - 3. miejsce